# Villa Di Negro Rosazza dello Scoglietto
La villa Di Negro Rosazza dello Scoglietto est une villa située dans le quartier de San Teodoro à Gênes. Elle a été construite en 1565 pour le doge Ambrogio Di Negro ou pour son fils Orazio, dans une zone côtière qui se trouvait autrefois à l'extérieur des murs de la ville. La villa est ensuite passée à la famille Durazzo, qui l'a fait rénover dans le style néoclassique à la fin du XVIIIe siècle. Au XIXe siècle, la construction de la voie ferrée Turin-Gênes a entraîné la destruction du jardin côté mer, tandis que le côté colline est resté en grande partie intact. La villa et le parc appartiennent maintenant à la municipalité de Gênes et sont destinés à un usage public. La villa est située près de la station Dinegro du métro de Gênes.

## Histoire
La villa a été commandée au XVIe siècle par le doge Ambrogio Di Negro ou son fils Orazio dans une zone connue sous le nom de Fassolo - à l'époque en dehors des murs de la ville - où la famille Di Negro possédait déjà une villa depuis le début du XVe siècle,. Passée d'abord à la famille Maniero, puis à la famille Durazzo, la villa a été entièrement remodelée en 1787 par l'architecte génois Emanuele Andrea Tagliafichi pour Gian Luca Durazzo, lorsqu'elle a reçu l'aspect néoclassique actuel.
Au XIXe siècle, la villa a accueilli des invités célèbres, dont Caroline de Brunswick, épouse de George IV du Royaume-Uni (1815), le pape Pie VII (1836), Honoré de Balzac et Lorenzo Pareto. Passée à la famille Rolla Rosazza, elle a ensuite été acquise par la municipalité de Gênes.
Le cadre d'origine a radicalement changé à la suite de l'urbanisation du quartier et, en particulier, de la construction de la voie ferrée Turin-Gênes au XIXe siècle, qui a entraîné la perte du jardin côté mer. Le jardin à flanc de colline a été rénové en 2015 et est maintenant un parc public,,,.

## Description

### Architecture
L'aspect original de la villa du XVIe siècle, attesté par une gravure du XVIIIe siècle, comportait une façade avec des loggias, des structures architecturales et de grandes statues attribuées à Giovanni Andrea Ansaldo,. Après le remodelage du XVIIIe siècle, la façade présente des structures néoclassiques avec des sculptures de Nicolò Stefano Traverso. À l'intérieur, la disposition irrégulière montre une distribution atypique des espaces.

### Décoration
La décoration intérieure conserve des éléments originaux du XVIe siècle, tels que les portails, les fresques du piano nobile montrant les exploits du Doge Ambrogio Di Negro contre les Corses et les peintures grotesques des autres pièces. Certains éléments du XVIIIe siècle sont également visibles, comme des décorations en stuc.

### Jardin
Le parc de la villa, conçu par l'architecte Tagliafichi au XVIIIe siècle, s'étendait de la mer à la colline. Si la partie avant est aujourd'hui perdue, un nymphée monumental subsiste, ainsi que la partie arrière de la villa. La distribution originale est documentée par Martin-Pierre Gauthier.

## Galerie

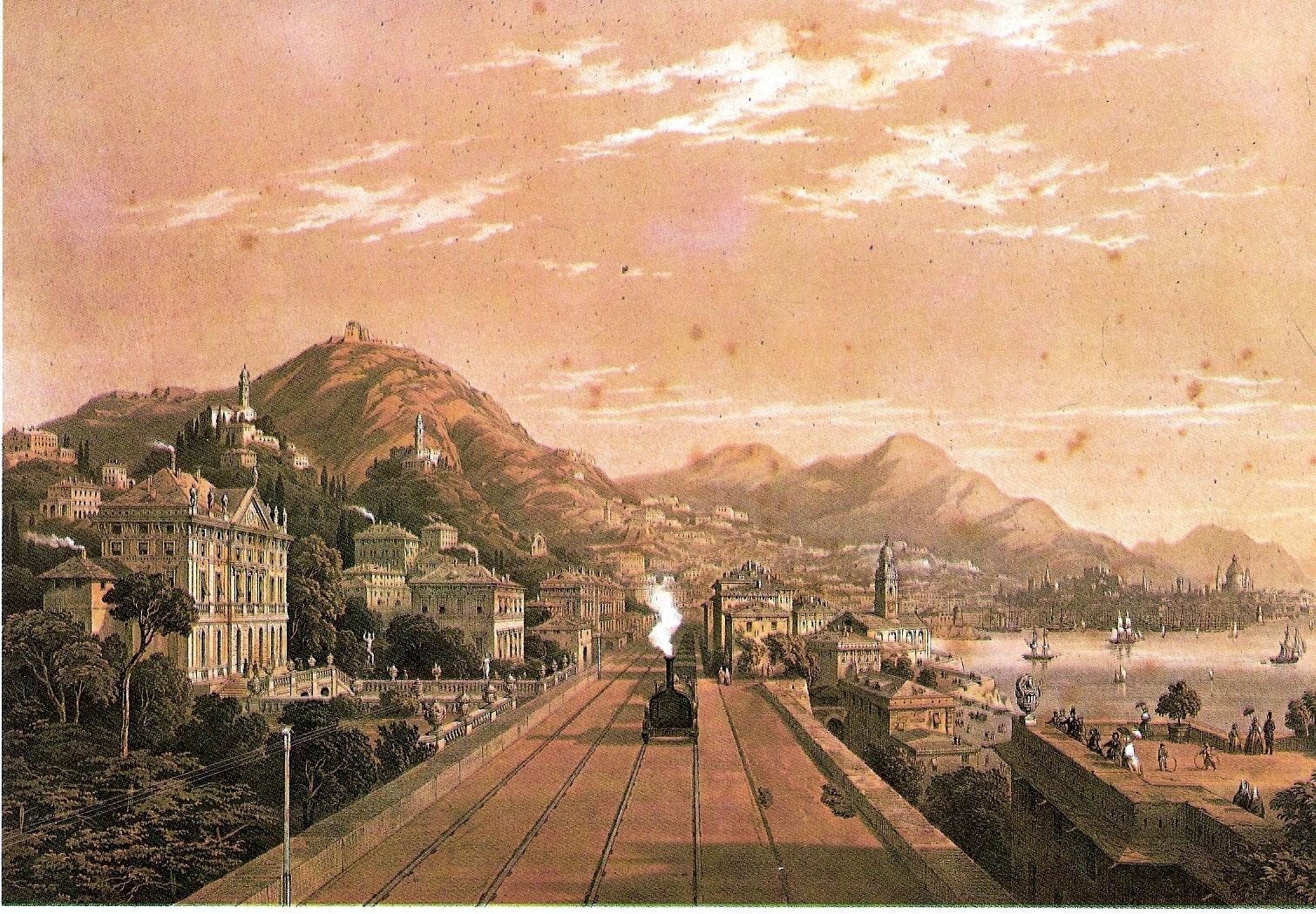
La ligne de chemin de fer Turin-Gênes et la Villa Di Negro Rosazza.
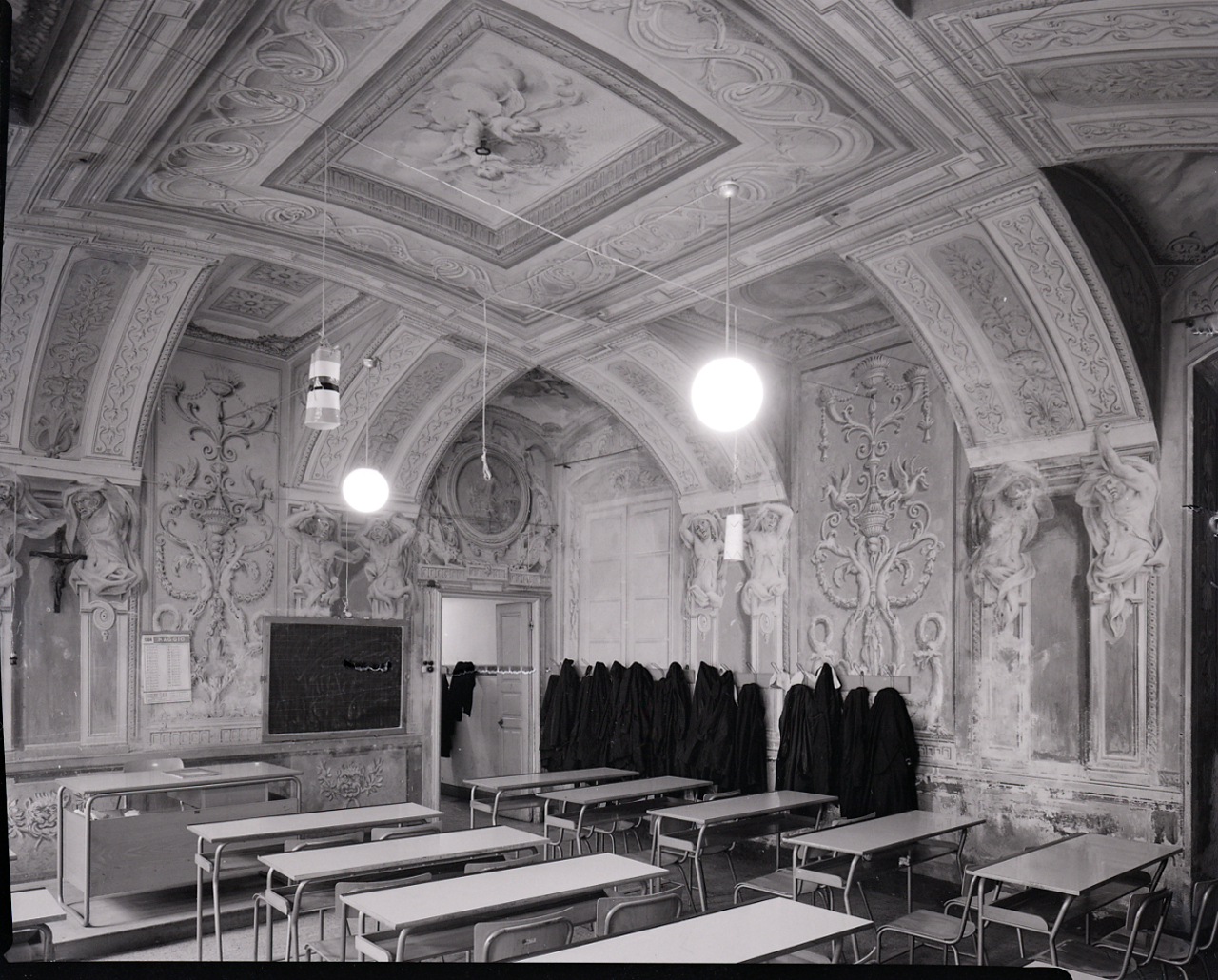
Villa Di Negro Rosazza. Paolo Monti (Gênes, 1964).
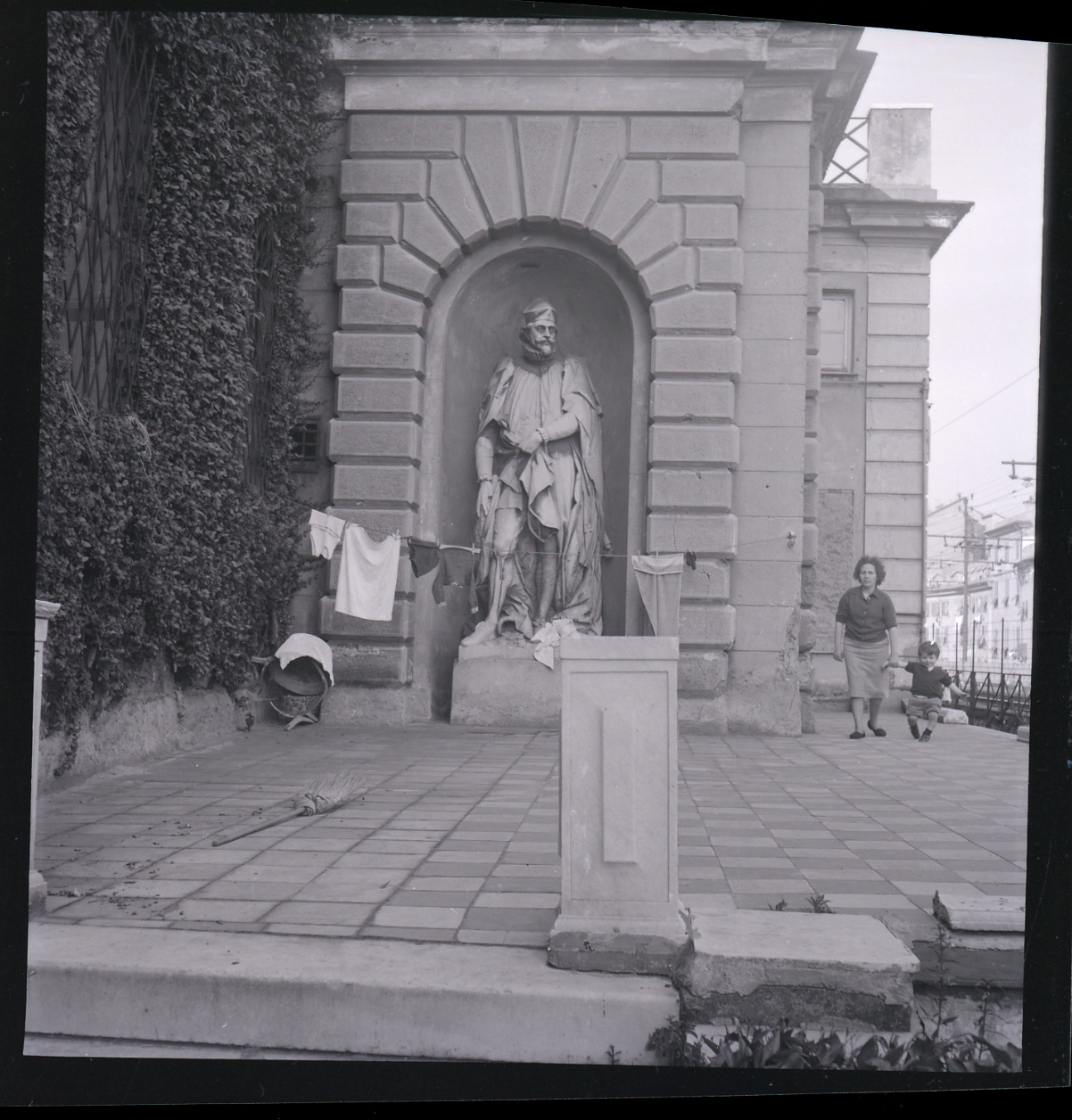
Villa Di Negro Rosazza. Paolo Monti (Gênes, 1964).
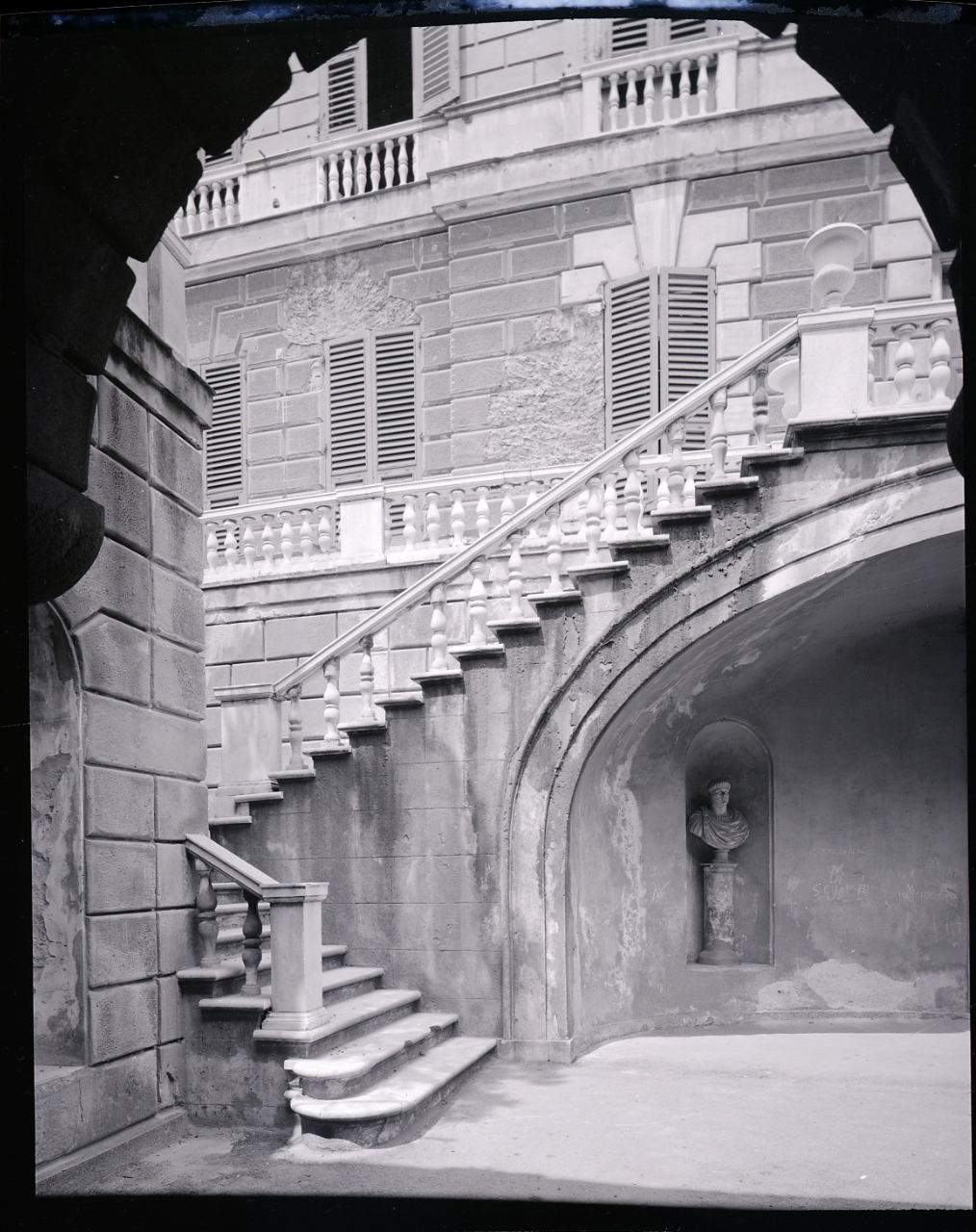
Villa Di Negro Rosazza. Paolo Monti (Gênes, 1964).
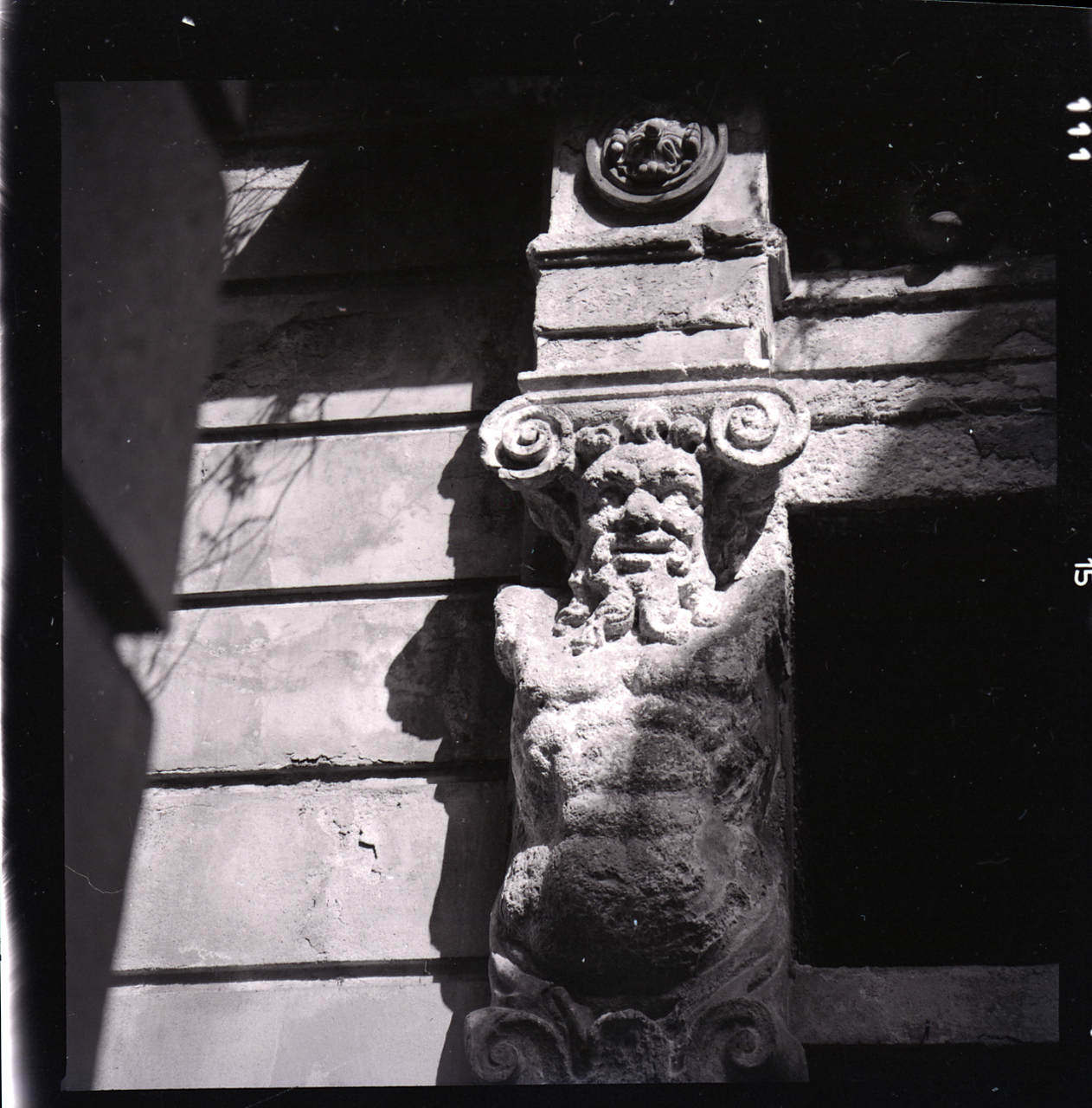
Villa Di Negro Rosazza. Paolo Monti (Gênes, 1964).
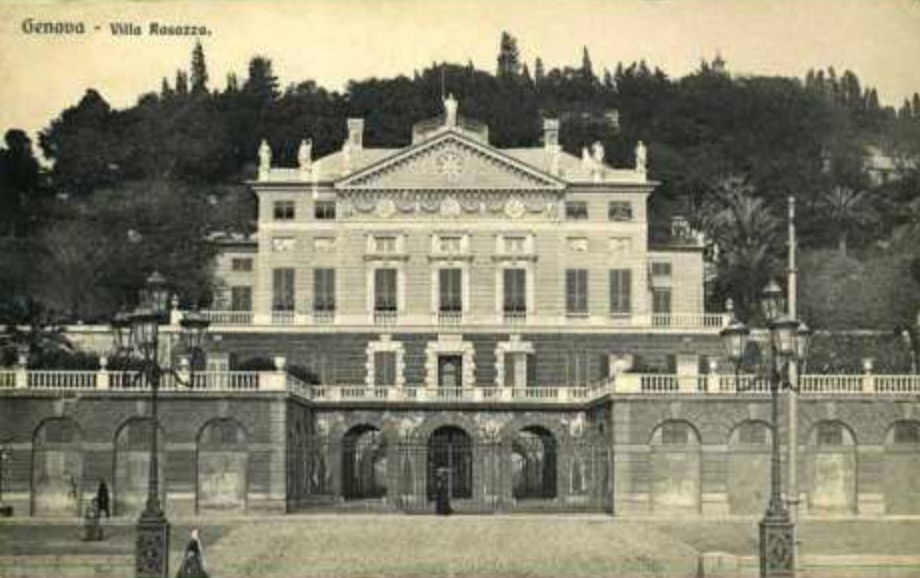
Villa Di Negro Rosazza.